# Вінета (сорт картоплі)
Вінета (нім.Vineta) — столовий ранній сорт картоплі німецької селекції. Має жовтий колір м'якоті та шкірки, характерну сіточку на поверхні, через яку сорт встиг отримати в Україні народний варіант назви — «репанка».

## Характеристика сорту
Сорт було виведено 1994 року німецькою лабораторією Böhm-Nordkartoffel Agrarproduktion, оригінатором сорту є німецька компанія EUROPLANT Pflanzenzucht GmbH. Бульби рослини з м'якоттю характерного кремового або жовтого кольору укладені в шкірку лише на тон темніше і покриту сіточкою. Форма бульби округло-овальна, трохи довгаста.
Середня вага бульб варіюється від 70 до 95 г., максимальна вага бульби досягає 130—140 г.. Має дрібні, майже непомітні оченята Відсутні вади як зовні, так і всередині бульб: в них не буває тріщин, потемніння або будь-яких інших дефектів. Зміст крохмалистих речовин становить 13-15 %. Характерною рисою «Вінети» є велика пристосовуваність до різних агротехнічних і кліматичних умов місцевості. Демонструє стабільно високу врожайність на багатьох видах ґрунтів
Картопля утворює великий, розкидистий кущ, він досягає 0,7 метри заввишки. Листя світло-зелене, з невеликою хвилястістю по краю. Квітки — дрібні, з білими віночками. Відмінною особливістю є дружне формування практично рівномірних бульб. На одному кущі їх утворюється. Вихід товарних картоплин досить високий і досягає 97 %.
Вінета — сорт картоплі ранніх строків дозрівання. У нього цілий перелік переваг, таких як:
- скоростиглість — час вегетації становить 70-75 днів з моменту посадки, але через 45-50 днів після проростання можливий збір за молодого врожаю;
- висока врожайність — Вінета дає стабільно-багаті врожаї, з одного гектара збирають до 400 центнерів;
- чудова посухостійкість, що вже оцінено у середньоазійських країнах, де сезонні дощі не балують городників;
- добрі смакові якості;
- стійкість до механічних пошкоджень;
- хороша лежкість, досягає 90 %, чим нечасто можуть похвалитися ранні види.
- кремово-жовта м'якоть не змінює колір навіть після теплової обробки, а підсмажені скибочки не розсипаються і добре тримають форму. При варінні спостерігається середня розсипчастість бульби. Найпоширеніше застосування цього картоплі — приготування у фритюрі і смаження.[3] Через стійкість до посухи та невибагливість до типів ґрунту сорт є наупоширенішим у Середній Азії

## Стійкість до хвороб
Одними з вагомих переваг описуваного сорту є завидна стійкість до традиційних картопляних захворювань і високий рівень опірності багатьом шкідникам. Вінету оминають такі напасті, як золотиста картопляна нематода, зморшкувата і залізиста мозаїка, чорна ніжка, рак, бура плямистість, вірусне скручування листя та інші. Подібна несприйнятливість до різних збудників істотно полегшує городникам турботу по вирощуванню культури. Виняток становить лише фітофтороз — серйозне захворювання, здатне погубити багато видів з родини пасльонових. Сорт «Вінета» помірно чутливий до цього захворювання.

## Вирощування
Основними корисними заходами є видалення бур'янів і розпушування ґрунту. Як правило, до цвітіння картоплі двічі проводять підгортання: перший раз після того, як паростки досягають 15-20 см, а другий — через 1,5-2 тижні після першого. Підгортання — дуже ефективна процедура, яка збільшує аерацію ґрунту і підвищує доступ повітря до бульб, що зав'язуються. Протягом всього періоду вегетації грядки з висадженою картоплею необхідно прополювати, видаляючи бур'янисту траву і фрагменти її коренів. Надлишок азоту в ґрунті позначається на властивостях картоплі не кращим чином: розвиток і дозрівання бульб сповільнюється, так і збереження врожаю, тобто лежкість істотно знижується.

## Походження назви
Вінета (Vineta) — міфічне стародавнє місто, яке, імовірно, було розташоване поблизу до впадіння ріки Одер у Балтійське море, в районі сучасного кордону між Німеччиною та Польщею. Про це місто згадано у німецьких та данських джерелах. Воно було великим потом з поліетнічним населенням, серед якого були і слов'яни. За легендою, місто було знищене у XII ст. військом Данії. Імовірно, що місто належало ободритам, проти яких Данія вела війну за свою незалежність, чи поморським слов'янам. Частина сучасних дослідників виводять з тих країв Рюрика та його військо. За іменем цього міста було названо корабель військово-морського флоту Німецької імперії часів Першої Світової війни — «Vineta II». Також цим іменем було названо вітділ пропаганди Третього Рейху, що спеціалізувався на агітації серед слов'янських народів. Ця назва перегукується зі словом «венети» (також — «венди»). Це слово було одним з варіатів назви слов'ян античних часів, воно зберігається для позначення слов'ян і в сучасній німецькій мові. За античними переказами, слов'яни вирізнялися невибагливістю та високою витривалістю у складних умовах — характеристики, подібні до тих, які має сорт картоплі «Вінета».